# (813) Baumeia
(813) Baumeia es un asteroide perteneciente al cinturón de asteroides descubierto el 28 de noviembre de 1915 por Maximilian Franz Wolf desde el observatorio de Heidelberg-Königstuhl, Alemania.
Está nombrado en honor de H. Baum, un estudiante de astronomía de Heidelberg.